# Liudmila Jaziyeva
Liudmila Jaziyeva –en ruso, Людмила Баркалова– (3 de noviembre de 1947-26 de agosto de 2018) fue una deportista soviética que compitió en natación. Ganó una medalla de bronce en el Campeonato Europeo de Natación de 1966 en la prueba de 400 m estilos.

## Palmarés internacional
| Campeonato Europeo | Campeonato Europeo     | Campeonato Europeo | Campeonato Europeo |
| Año                | Lugar                  | Medalla            | Prueba             |
| ------------------ | ---------------------- | ------------------ | ------------------ |
| 1966               | Utrecht (Países Bajos) | Medalla de bronce  | 400 m estilos      |